# Ploceus weynsi
Ploceus weynsi е вид птица от семейство Ploceidae.

## Разпространение
Видът е разпространен в Демократична република Конго, Танзания и Уганда.